# Liste der Biografien/Van L
Liste der Biografien |
Portal Biografien |
L Personensuche
# |
A |
B |
C |
D |
E |
F |
G |
H |
I |
J |
K |
L |
M |
N |
O |
P |
Q |
R |
S |
T |
U |
V |
W |
X |
Y |
Z |
?
 
Va |
Vd |
Ve |
Vh |
Vi |
Vj |
Vl |
Vn |
Vo |
Vr |
Vs |
Vt |
Vu |
Vy
 
Vaa |
Vab |
Vac |
Vad |
Vae |
Vaf |
Vag |
Vah |
Vai |
Vaj |
Vak |
Val |
Vam |
Van |
Vap |
Vaq |
Var |
Vas |
Vat |
Vau |
Vav |
Vaw |
Vax |
Vay |
Vaz
 
Van A |
Van B |
Van C |
Van D |
Van E |
Van F |
Van G |
Van H |
Van I |
Van K |
Van L |
Van M |
Van N |
Van O |
Van P |
Van Q |
Van R |
Van S |
Van T |
Van U |
Van V |
Van W |
Van Y |
Van Z

Vana |
Vanb |
Vanc |
Vand |
Vane |
Vang |
Vanh |
Vani |
Vanj |
Vank |
Vanl |
Vanm |
Vann |
Vano |
Vanp |
Vanq |
Vanr |
Vans |
Vant |
Vanu |
Vanv |
Vanw |
Vany |
Vanz
Die Liste der Biografien führt alle Personen auf, die in der deutschsprachigen Wikipedia einen Artikel haben. Dieses ist eine Teilliste mit 37 Einträgen von Personen, deren Namen mit den Buchstaben „Van L“ beginnt.

## Van L

### Van La
- Van Laere, Gaston (* 1890), französischer Wasserballspieler
- Van Laere, Jana (* 1996), belgische Fußballschiedsrichterin
- Van Laethem, Hans (* 1960), belgischer Stadtausrufer der belgischen Stadt Ninove
- Van Lake, Turk (1918–2002), US-amerikanischer Jazzgitarrist, Komponist, Arrangeur, Autor und Musikpädagoge
- Van Lancker, Alain (* 1947), französischer Radrennfahrer
- Van Lancker, Anne (* 1954), belgische Politikerin (sp.a), MdEP
- Van Lancker, Eric (* 1961), belgischer Radrennfahrer
- Van Lancker, Robert (* 1946), belgischer Radrennfahrer
- van Landeghem, Alfred, belgischer Ruderer
- Van Langendonck, François-Marie (1760–1836), belgischer Kapuziner, Trappist, Prior und Klostergründer
- Van Langhendonck, Constant (1870–1944), belgischer Reiter

### Van Le
- Van Leeuw, Philippe (* 1954), belgischer Kameramann und Filmregisseur
- Van Leeuwen, Jean (1937–2025), US-amerikanische Kinderbuchautorin
- Van Leeuwen, Troy (* 1970), US-amerikanischer Gitarrist der Stoner Rock-Band Queens of the Stone AgeTroy Van Leeuwen (* 1970)

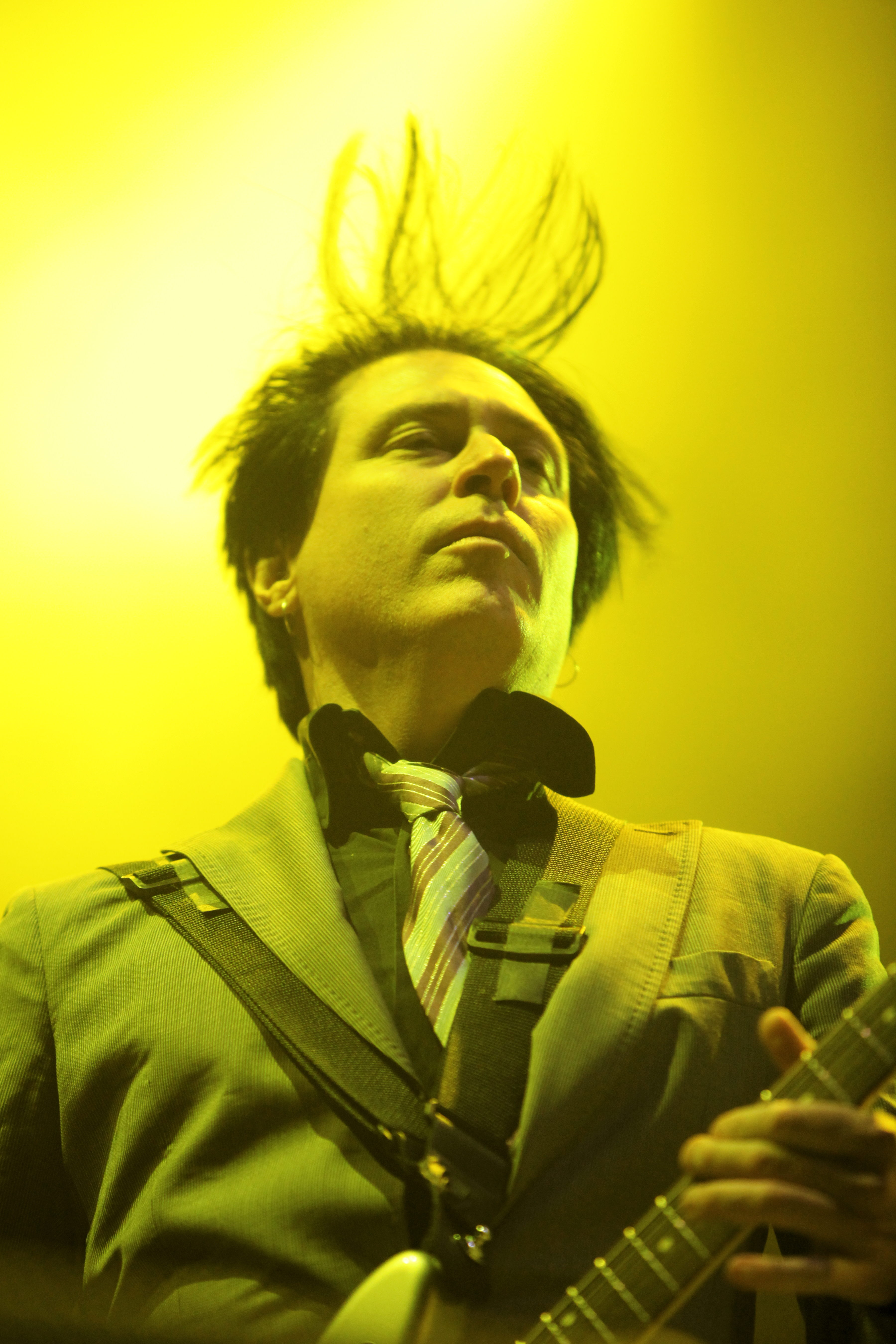
Troy Van Leeuwen (* 1970)

- Van Lent, Jana (* 2001), belgische Leichtathletin
- Van Lerberghe, Bert (* 1992), belgischer Radrennfahrer
- Van Lew, Elizabeth (1818–1900), US-amerikanische Abolitionistin und Spionin

### Van Li
- Van Lidth, Erland (1953–1987), US-amerikanischer Ringer und Schauspieler niederländischer Abstammung
- Van Lierde, Frederik (* 1979), belgischer Triathlet
- Van Lierde, Luc (* 1969), belgischer Triathlet
- Van Lierop, Nikkie (* 1963), belgische Sängerin und Autorin
- Van Linden, Alex (* 1952), belgischer Radrennfahrer
- Van Linden, Rik (* 1949), belgischer Radrennfahrer

### Van Lo
- Van Loan, Carl (* 1980), US-amerikanischer Nordischer Kombinierer
- Van Loan, Charles (* 1947), US-amerikanischer Mathematiker Informatiker
- Van Loan, Peter (* 1963), kanadischer Politiker der Konservativen Partei Kanadas
- Van Löben Sels, Ernst D. (1879–1965), amerikanischer Ingenieur und Investor
- Van Loen, Alfred (1924–1993), deutsch-US-amerikanischer Bildhauer, Maler, Holzschneider und Poet
- Van Loo, Herman (1945–2017), belgischer Radrennfahrer
- Van Looveren, Frans (1924–1980), belgischer Radrennfahrer
- Van Looveren, Frans (1932–2008), belgischer Radrennfahrer
- Van Looy, Frans (1950–2019), belgischer Radrennfahrer
- Van Looy, Kristof (* 1985), belgischer Eishockeyspieler
- Van Looy, Lucas (* 1941), belgischer Ordensgeistlicher, emeritierter römisch-katholischer Bischof von Gent
- Van Looy, Rik (1933–2024), belgischer RadrennfahrerRik Van Looy (1933–2024)

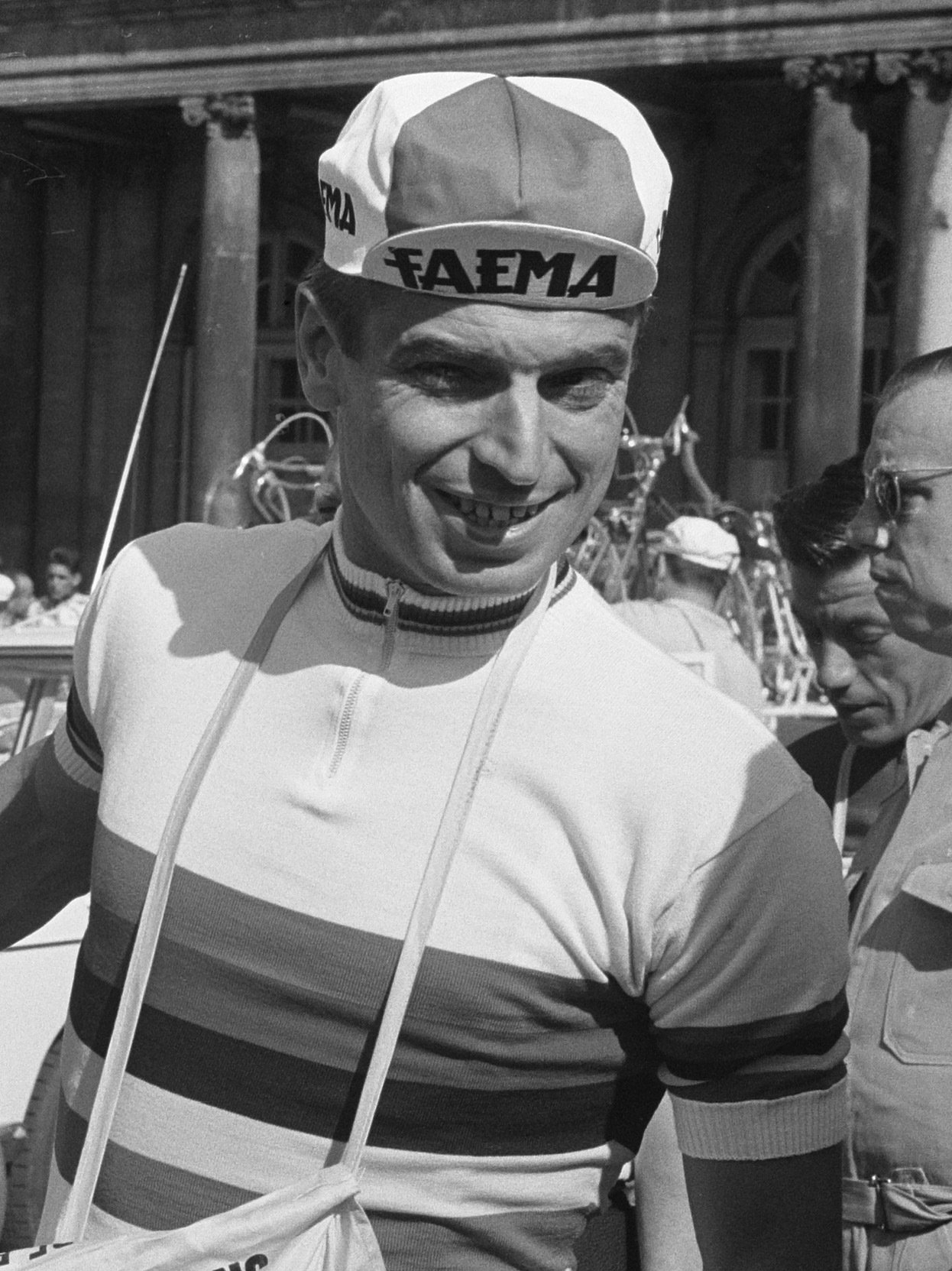
Rik Van Looy (1933–2024)

- Van Loy, Ellen (* 1980), belgische Radrennfahrerin

### Van Ly
- Van Lysebeth, André (1919–2004), belgischer Yogi